# Регламент (Европейски съюз)
Регламентът е законодателен акт на Европейския съюз, който е незабавно изпълним, като правило, във всички държави членки едновременно. Регламентите се различават по принцип от директивите, които не се прилагат пряко, а първо трябва да бъдат транспонирани в националните законодателства на страните членки. Регламентите могат да се приемат чрез различни законодателни процедури в зависимост от техния предмет.

## Цели
Целта на регламентите е постигането на хомогенно право на територията на целия Европейски съюз. Те са задължителни в своята цялост във всички страни членки.

## Правно основание
Правната основа за приемането на регламенти е член 288 от Договора за функционирането на Европейския съюз (предишен член 249 от ДЕО)

С оглед на упражняването на компетенциите на Съюза, институциите приемат регламенти, директиви, решения, препоръки и становища.
Регламентът е акт с общо приложение. Той е задължителен в своята цялост и се прилага пряко във всички държави членки.
—Член 288

## Легално действие
Регламентите са в известен смисъл еквивалентни на „актове на парламента“, в смисъл, че техните разпоредби не трябва да се осъществяват в националното законодателство чрез мерки за прилагане. Те представляват една от най-мощните форми на правото на Европейския съюз и съответно изискват повишено внимание при тяхното изготвяне и формулиране.
Когато регламент влезе в сила, той отменя всички национални закони, отнасящи се до един и същи предмет и последващото национално законодателство трябва да бъде събразено с регламента.